# کریستینا مک‌دونالد (ژیمناست)
کریستینا مک‌دونالد (ژیمناست) (به انگلیسی: Christina McDonald (gymnast)) ژیمناست زادهٔ ۱۹۶۹ میلادی اهل کشور کانادا است.